# Aliki Bia
Aliki Bia, né vers 1989, est un homme politique fidjien.

## Biographie
Descendant de Salomonais kidnappés (blackbirding) et emmenés comme ouvriers agricoles quasi-esclaves aux Fidji au XIXe siècle, il grandit dans une famille pauvre dans une fratrie de quatre enfants. Il passe les premières années de son enfance dans le bidonville de Veiraisi, où vivent d'autres Mélanésiens d'ascendance salomonaise ou vanuataise, dans la banlieue de Suva, puis grandit dans un quartier mélanésien (Newtown) à Nasinu. Ses parents sont sans emploi, et subviennent aux besoins de leur famille en vendant le poisson qu'ils pêchent. L'argent mis de côté par ses parents permet à son frère jumeau d'aller à l'université, mais pas aux autres enfants de la fratrie,.
Aliki Bia décroche un apprentissage comme journaliste à la radio, à la chaîne Viti FM, et devient à terme le directeur de la programmation des émissions en langue fidjienne pour cette chaîne.
Adhérant au parti Fidji d'abord, il est élu député au Parlement des Fidji lors des élections législatives de 2022, et siège comme député d'opposition au gouvernement de Sitiveni Rabuka. Lors se sa première allocution au Parlement, il souligne que beaucoup de Mélanésiens d'ascendance salomonaise ou vanuataise aux Fidji n'ont aucun droit reconnu aux terres sur lesquelles ils vivent, ce qui entraîne une certaine précarité. En 2024, le parti Fidji d'abord est dissous. Aliki Bia et huit autres députés du parti dissous se raccordent alors à la majorité parlementaire du gouvernement Rabuka,,,,. Le 10 janvier 2025 il est nommé ministre adjoint à l'Information dans le gouvernement de Sitiveni Rabuka,.